# William Heseltine
William Frederick Payne Heseltine (né le 17 juillet 1930) est un ancien secrétaire privé de la reine Élisabeth II, en fonction de 1986 à 1990.

## Biographie
Heseltine est né à Wyalkatchem, en Australie occidentale, en 1930. Il fait ses études à l'école primaire de Richmond, à la Christ Church Grammar School, à Claremont, en Australie occidentale, et à l'Université d'Australie-Occidentale, où il obtient un BA (Hons) en histoire. Heseltine rejoint le département du Premier ministre (Australie) en 1951, où il reste jusqu'en 1962. Il est secrétaire particulier de Robert Menzies, premier ministre (1955-1959), et secrétaire officiel par intérim de William Philip Sidney, gouverneur général, de mai à août 1962. En 1960-1961, il est temporairement attaché de presse adjoint de la reine.
De 1962 à 1964, il est directeur fédéral adjoint du Parti libéral d'Australie et, en 1964, il est rattaché à The Age (Melbourne). La même année, il est attaché à la princesse Marina de Grèce pour sa tournée en Australie. Heseltine rejoint le bureau de presse de la maison royale en tant qu'attaché de presse adjoint de la reine en 1965-1967. Il est attaché de presse de 1968 à 1972.
En 1972, Heseltine passe au bureau du secrétaire privé proprement dit, devenant secrétaire privé adjoint. En 1977, il est promu secrétaire particulier adjoint et, en avril 1986, secrétaire particulier de la reine et conservateur des archives de la Reine. Il prend sa retraite en octobre 1990.
Il est nommé écuyer supplémentaire alors qu'il est secrétaire privé adjoint de la reine. Il est administrateur de société depuis 1991, notamment président de NZI Insurance Australia Ltd en 1992 (adjoint de 1991 à 1992) ; directeur de NZI Insurance Nouvelle-Zélande 1996; P&O Australie Ltd 1990 ; et West Coast Telecasters Ltd 1991-1996.
En quittant le service royal, il se retire dans la ville historique de York, dans son Australie-Occidentale natale.